# 红毛竹叶子
红毛竹叶子（学名：Streptolirion volubile subsp. khasianum）为鸭跖草科竹叶子属竹叶子的亚种。分布于印度、越南以及中国大陆的贵州、云南、西藏等地，生长于海拔1,000米至3,000米的地区，常生长在热带和亚热带山地林下，目前尚未由人工引种栽培。